# 배틀그라운드 e스포츠
배틀그라운드 e스포츠(PUBG: BATTLEGROUNDS Esports)는 배틀그라운드 대회 및 리그를 일컫는다.

## 지역 대회
아래는 최근 국제 대회(PGC 2022) 성적으로 나열된 지역 대회 목록이다.
- 펍지 EMEA 챔피언십 (PEC, 유럽-중동-아프리카)
- 펍지 챔피언스 리그 (PCL, 중국)
- 펍지 아메리카스 시리즈 (PAS, 아메리카)
- 펍지 베트남 시리즈 (PVS, 베트남)
- 펍지 타일랜드 시리즈 (PTS, 태국)
- 펍지 위클리 시리즈: 코리아 (PWS, 대한민국)
- 펍지 마스터 리그 (PML, 대만-홍콩-마카오)
- 펍지 재팬 챔피언십 (PJC, 일본)

## 국제 대회
- 4월, 7월: 펍지 글로벌 시리즈 (PGS)
- 10월: 펍지 네이션스 컵 (PNC)
- 11월: 펍지 글로벌 챔피언십 (PGC)

## 글로벌 파트너
매년 글로벌 파트너 프로게임단을 선정하여 국제 대회 진출권 보장 등의 혜택을 부여한다. 아래는 2023년도 글로벌 파트너 프로게임단이다.
- 포 앵그리 맨
- 17 게이밍
- 페이즈 클랜
- Gen.G
- 나투스 빈체레
- 페트리코 로드
- 소닉스
- 트위스티드 마인즈